# Reprezentacja Szwajcarii w piłce nożnej kobiet
Reprezentacja Szwajcarii w piłce nożnej kobiet – to najważniejszy żeński zespół piłkarski w kraju, powoływany przez selekcjonera, w którym występować mogą występować zawodniczki posiadające obywatelstwo szwajcarskie. Za jej funkcjonowanie odpowiedzialny jest Szwajcarski Związek Piłki Nożnej – Schweizerischer Fussballverband. Do 2015 roku nie uczestniczyła w żadnych imprezach o randze międzynarodowej. 14 czerwca 2014 roku po zwycięstwie nad reprezentacją Izraela jako pierwsza reprezentacja w Europie zapewniła sobie udział na mistrzostwa świata.
Wcześniej blisko awansu na mundial były w kwalifikacjach do mistrzostw świata w 2011 roku, gdzie w fazie grupowej eliminacji zwyciężyły w rozgrywkach w swojej grupie, następnie przegrały z Angielkami w barażu o awans. Przegrani baraży mogli jeszcze awansować do mistrzostw przez repasaże w których Szwajcarki awansowały do finałowej rywalizacji Włoszkami, jednak przegrały dwumecz.

## Udział w międzynarodowych turniejach

### Igrzyska olimpijskie
| 1996 | Nie zakwalifikowała się | Nie zakwalifikowała się |
| 2000 | Nie zakwalifikowała się | Nie zakwalifikowała się |
| 2004 | Nie zakwalifikowała się | Nie zakwalifikowała się |
| 2008 | Nie zakwalifikowała się | Nie zakwalifikowała się |
| 2012 | Nie zakwalifikowała się | Nie zakwalifikowała się |
| 2016 | Nie zakwalifikowała się | Nie zakwalifikowała się |
| 2020 | Nie zakwalifikowała się | Nie zakwalifikowała się |
| 2024 | Nie zakwalifikowała się | Nie zakwalifikowała się |

### Mistrzostwa Świata
| Gospodarz / Rok | Rezultat                   | M                          | W                          | R*                         | P                          | B+                         | B-                         |                            |
| --------------- | -------------------------- | -------------------------- | -------------------------- | -------------------------- | -------------------------- | -------------------------- | -------------------------- | -------------------------- |
| 1991            | Nie zakwalifikowała się    | Nie zakwalifikowała się    | Nie zakwalifikowała się    | Nie zakwalifikowała się    | Nie zakwalifikowała się    | Nie zakwalifikowała się    | Nie zakwalifikowała się    | Nie zakwalifikowała się    |
| 1995            | Nie zakwalifikowała się    | Nie zakwalifikowała się    | Nie zakwalifikowała się    | Nie zakwalifikowała się    | Nie zakwalifikowała się    | Nie zakwalifikowała się    | Nie zakwalifikowała się    | Nie zakwalifikowała się    |
| 1999            | Nie zakwalifikowała się    | Nie zakwalifikowała się    | Nie zakwalifikowała się    | Nie zakwalifikowała się    | Nie zakwalifikowała się    | Nie zakwalifikowała się    | Nie zakwalifikowała się    | Nie zakwalifikowała się    |
| 2003            | Nie zakwalifikowała się    | Nie zakwalifikowała się    | Nie zakwalifikowała się    | Nie zakwalifikowała się    | Nie zakwalifikowała się    | Nie zakwalifikowała się    | Nie zakwalifikowała się    | Nie zakwalifikowała się    |
| 2007            | Nie zakwalifikowała się    | Nie zakwalifikowała się    | Nie zakwalifikowała się    | Nie zakwalifikowała się    | Nie zakwalifikowała się    | Nie zakwalifikowała się    | Nie zakwalifikowała się    | Nie zakwalifikowała się    |
| 2011            | Nie zakwalifikowała się    | Nie zakwalifikowała się    | Nie zakwalifikowała się    | Nie zakwalifikowała się    | Nie zakwalifikowała się    | Nie zakwalifikowała się    | Nie zakwalifikowała się    | Nie zakwalifikowała się    |
| 2015            | 1/8 finału                 | 1/8 finału                 | 1/8 finału                 | 1/8 finału                 | 1/8 finału                 | 1/8 finału                 | 1/8 finału                 | 1/8 finału                 |
| 2019            | Nie zakwalifikowała się    | Nie zakwalifikowała się    | Nie zakwalifikowała się    | Nie zakwalifikowała się    | Nie zakwalifikowała się    | Nie zakwalifikowała się    | Nie zakwalifikowała się    | Nie zakwalifikowała się    |
| 2023            | 1/8 finału                 | 1/8 finału                 | 1/8 finału                 | 1/8 finału                 | 1/8 finału                 | 1/8 finału                 | 1/8 finału                 | 1/8 finału                 |
| 2027            | Kwalifikacje do rozegrania | Kwalifikacje do rozegrania | Kwalifikacje do rozegrania | Kwalifikacje do rozegrania | Kwalifikacje do rozegrania | Kwalifikacje do rozegrania | Kwalifikacje do rozegrania | Kwalifikacje do rozegrania |
| Razem           | 2/7                        | 8                          | 2                          | 2                          | 4                          | 14                         | 10                         |                            |

### Mistrzostwa Europy
- 1991 (nie zakwalifikowała się)
- 1993 (nie zakwalifikowała się)
- 1995 (nie zakwalifikowała się)
- 1997 (nie zakwalifikowała się)
- 2001 (nie zakwalifikowała się)
- 2005 (nie zakwalifikowała się)
- 2009 (nie zakwalifikowała się)
- 2013 (nie zakwalifikowała się)
- 2017 – faza grupowa
- 2022 – faza grupowa
- 2025 – Gospodarz